# WB Theater
De Wester-bioscoop, vooral bekend als WB-bioscoop, was een bioscoop in Rotterdam.
Bij de opening in 1919 was het met 1500 zitplaatsen de grootste bioscoop van de stad. Vanaf het midden van de jaren '10 was er een ware golf van grote nieuwe bioscopen in de grote steden van Nederland, en het WB-theater was daar een indrukwekkend voorbeeld van. Het hoge plafond van de enorme zaal was versierd met rijke art-deco-schilderingen.
Oprichter Karl Weisbard was, net als zijn meer bekende collega Abraham Tuschinski, van oorsprong een Joodse kleermaker die op weg was naar Amerika maar in het Rotterdamse bioscoopwezen terechtkwam. Behalve het WB-theater is hij ook betrokken bij de exploitatie van meer Rotterdamse bioscopen, zoals het Grand Theatre aan de Pompenburgsingel en het Prinses Theater. 
Het WB-theater kwam in mei 1929 met de primeur in Rotterdam van de eerste vertoning van een geluidsfilm: de film Times Square, die in Nederland werd uitgebracht onder de naam Elaine. Het ging in feite om een fragment met synchroon geluid (de door Philips ontwikkelde Loetafoon), maar het was wel maanden voordat in Nederland en ook in Rotterdam De Zingende Dwaas werd uitgebracht, die film die doorgaans wordt gezien als de eerste echte doorbraak van de geluidsfilm.
In 1931 wordt de exploitatie van het theater overgenomen door het Amsterdamse Scala-concern en veranderde de naam in Capitol.